# Pseudohypocera kerteszi
Pseudohypocera kerteszi är en tvåvingeart som först beskrevs av Günther Enderlein 1912.  Pseudohypocera kerteszi ingår i släktet Pseudohypocera och familjen puckelflugor. Inga underarter finns listade i Catalogue of Life.